# Ceroma pictulum
Ceroma pictulum är en spindeldjursart som beskrevs av Pocock 1902. Ceroma pictulum ingår i släktet Ceroma och familjen Ceromidae. Inga underarter finns listade i Catalogue of Life.